# Cervara di Roma
Cervara di Roma és un comune (municipi) de la ciutat metropolitana de Roma, a la regió italiana del Laci, situat uns 50 km a l'est de Roma. Limita amb els següents municipis: Agosta, Arsoli, Camerata Nuova, Marano Equo, Rocca di Botte i Subiaco.
Va ser fundat per monjos benedictins al segle viii o ix. Al centre històric de Cervara només s'hi pot arribar a peu després d'una pujada de 35 metres. El poble està situat al Parc regional dels Monts Simbruini.
Cervara ha experimentat una pèrdua constant de població des de la Segona Guerra Mundial, ja que els residents van deixar l'agricultura per treballar a prop de Roma. Amb aproximadament el 75% dels habitants de Cervara majors de 60 anys, la població de la ciutat es va reduir a 438 habitants el 2018.